# Aşağıkıcık, Malazgirt
Aşağıkıcık là một xã thuộc huyện Malazgirt, tỉnh Muş, Thổ Nhĩ Kỳ. Dân số thời điểm năm 2011 là 131 người.